# Pi2 Orionis
Pour les articles homonymes, voir Pi Orionis.
Désignations
Pi2 Orionis (π2 Ori / π2 Orionis) est une étoile blanche de la constellation d'Orion. Elle est répertoriée dans le Bright Star Catalogue comme une binaire spectroscopique, mais cela semble ne pas être le cas. L'étoile est visible à l'œil nu avec une magnitude apparente de 4,35. Elle présente une parallaxe annuelle mesurée par le satellite Hipparcos de 14,53 ± 0,38 mas, ce qui permet d'en déduire qu'elle est distante de 226 ± 6 a.l. (∼ 69,3 pc) de la Terre.
Pi2 Orionis est une étoile blanche de la séquence principale de type spectral A1 Vn, avec la lettre « n » indiquent que ses raies d'absorption apparaissant élargies (« nébuleuses ») en raison de sa rotation rapide. Elle tourne en effet sur elle-même à une vitesse de rotation projetée de 261 km/s. Cela donne à l'étoile une forme aplatie avec un rayon équatoriale qu'on estime être 13 % plus grand que son rayon polaire.
Pi2 Orionis a un âge qui est estimé à 166 millions d'années. Sa masse est 2,17 fois supérieure à celle du Soleil et son rayon vaut 2,7 fois le rayon solaire. L'étoile est 70 fois plus lumineuse que le Soleil et sa température de surface est de 9 457 K.